# Mi bebito fiu fiu
«Mi bebito fiu fiu» es una canción paródica creada por el productor peruano Tito Silva Music e interpretada por Tefi C. Lanzada el 20 de mayo de 2022, su base instrumental está inspirada en «Stan» de Eminem, que a su vez utiliza «Thank You» de Dido. La letra se basa en mensajes filtrados de una presunta relación extramatrimonial entre el expresidente peruano Martín Vizcarra y Zully Pinchi, excandidata al Congreso. A pesar del escándalo, Vizcarra respondió con humor a la popularidad de la canción, destacando su agrado por el impacto que tuvo en la población. La canción y la frase «Mi bebito fiu fiu» se viralizaron rápidamente, alcanzando popularidad internacional y consolidándose como un fenómeno de redes sociales e Internet.

## Contexto

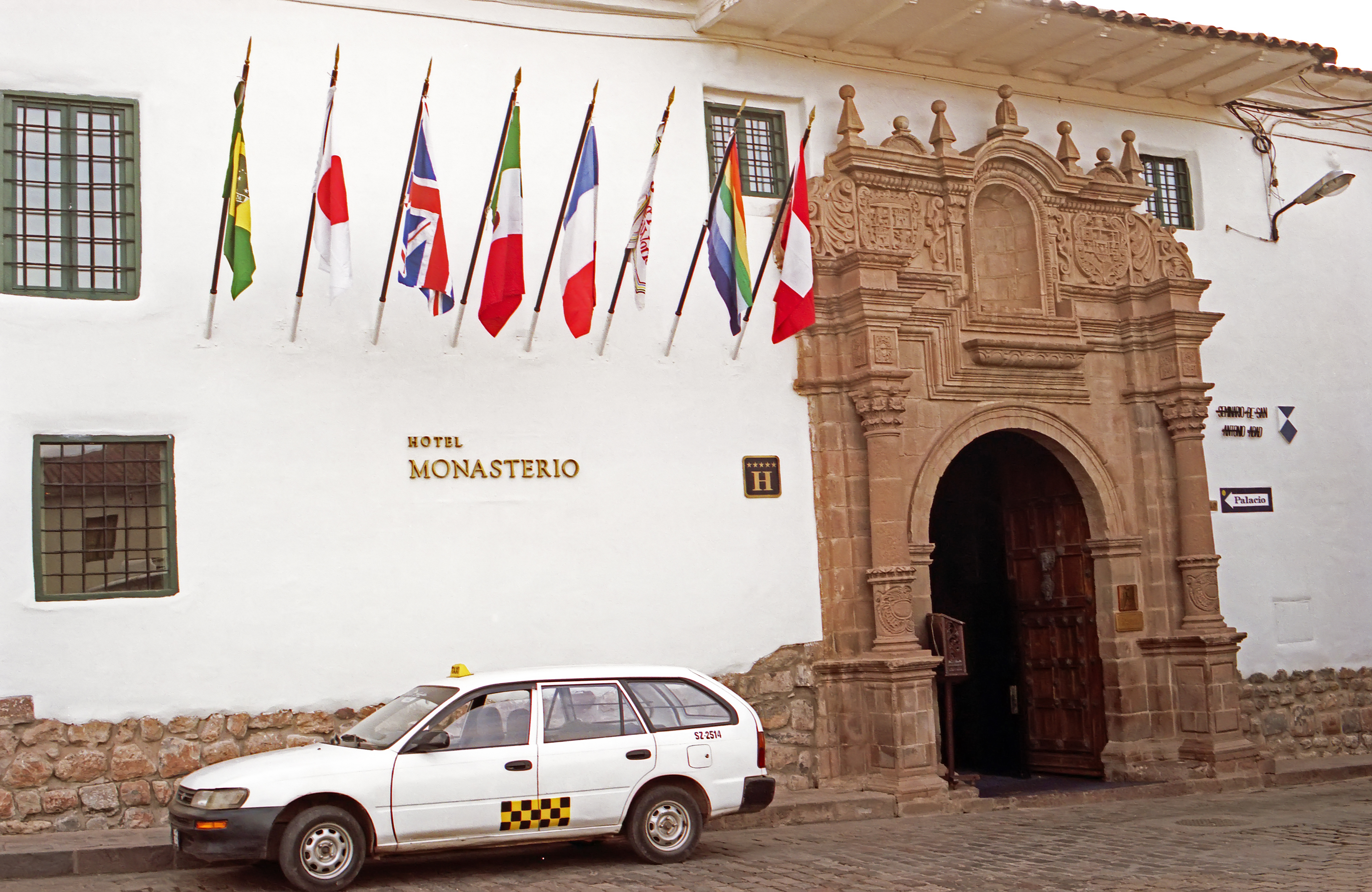
El Belmond Hotel Monasterio en Cusco, lugar en donde habría estado hospedado el expresidente Martín Vizcarra junto a Zully Pinchi Ramírez.

La letra de la canción está inspirada en una serie de mensajes de WhatsApp que Zully Pinchi Ramírez, abogada y excandidata al congreso por el partido Somos Perú, envió a Martín Vizcarra, quienes supuestamente mantenían una relación extramatrimonial. La conversación entre ambos fue revelada en el programa periodístico Panorama el 15 de mayo de 2022.
Dicha conversación salió a la luz dentro de una investigación de la fiscalía peruana por un viaje de Vizcarra a Cuzco, que previamente había sido permitido por la justicia peruana ya que Vizcarra por orden judicial no puede movilizarse libremente. En Cuzco se iba a reunir con unas bases del partido Perú Primero, pero también mantuvo una reunión no notificada con Pinchi en el Hotel Monasterio, dato que Vizcarra negó. Posteriormente, el programa de prensa rosa Magaly TV, la firme se hizo eco de la noticia centrándose en las capturas de pantalla de la conversación entre Pinchi y Vizcarra. También se filtraron unos audios enviados por Vizcarra sobre la supuesta infidelidad.
El 18 de mayo de 2022 Vizcarra emitió desde su cuenta de Facebook un comunicado en video luego de que se hicieron públicos los mensajes entre Pinchi y él.

## Composición
| «Este amor se enreda entre mis tímidas venas y mis dulces arterias, entre tanto frenesí, envuélveme como un tornado, empápame como caramelo de chocolate y enróllame como azúcar en polvo en un pionono de vitrina, moja mis pies con lluvia de mi verano, tómame que mis océanos son infinitos [...]» —Octava estrofa del poema original, Las noches que te soñé (2014), de Zully Pinchi |

Luego de la revelación en el programa Panorama, el productor musical Tito Silva juntó las frases de los mensajes privados que se filtraron en 2022 con un poema de 2014 de Zully Pinchi titulado Las noches que te soñe, para crear la letra. Encargó, tanto la interpretación de la canción como la actuación del videoclip, a Tefi C., su community manager y, además, quien propuso la idea de crear el tema.
La canción fue publicada cinco días después de la revelación de los mensajes, el 20 de mayo de 2022. La melodía que se utiliza es de la canción «Stan» del rapero estadounidense Eminem con la cantante británica Dido.
En ella se recurre a metáforas como la palabra «pionono», un postre enrollado muy popular en Perú y que en la composición hace referencia a un «abrazo». El diario El Comercio detalló que la especificación «pionono de vitrina» podría hacer alusión a la necesidad de un sentimiento público y no negado. Por su parte, el título de la canción es una mezcla entre la expresión «Mi bebito», como se dirigía Pinchi a Vizcarra en los mensajes, y «fiu fiu», onomatopeya de un silbido de cortejo que Pinchi respondió tras un selfi enviado por Vizcarra.
Además del coro y las primeras estrofas a modo de una obsesiva carta de amor, incluye el comunicado de Vizcarra del 18 de mayo después de la revelación de los audios que demostrarían su infidelidad, donde anuncia que no se divorciaría de Maribel Díaz Cabello, y que se reutiliza en la canción.

## Impacto y legado
La canción y la frase «Mi bebito fiu fiu» se convirtieron instantáneamente en un fenómeno social y de internet, que involucró parte de América Latina, y fue versionado en diferentes géneros musicales e idiomas. Además, dio a conocer internacionalmente la historia sobre la presunta infidelidad de Vizcarra hacia su esposa, Maribel Díaz Cabello, escenario vinculado a la crisis política de Perú, y que se volvió en el mayor distintivo de Vizcarra. Dicho fenómeno fue consolidado en la cultura colectiva nacional más allá de su contexto original, además de recurso recurrente en programas humorísticos.

### En Perú

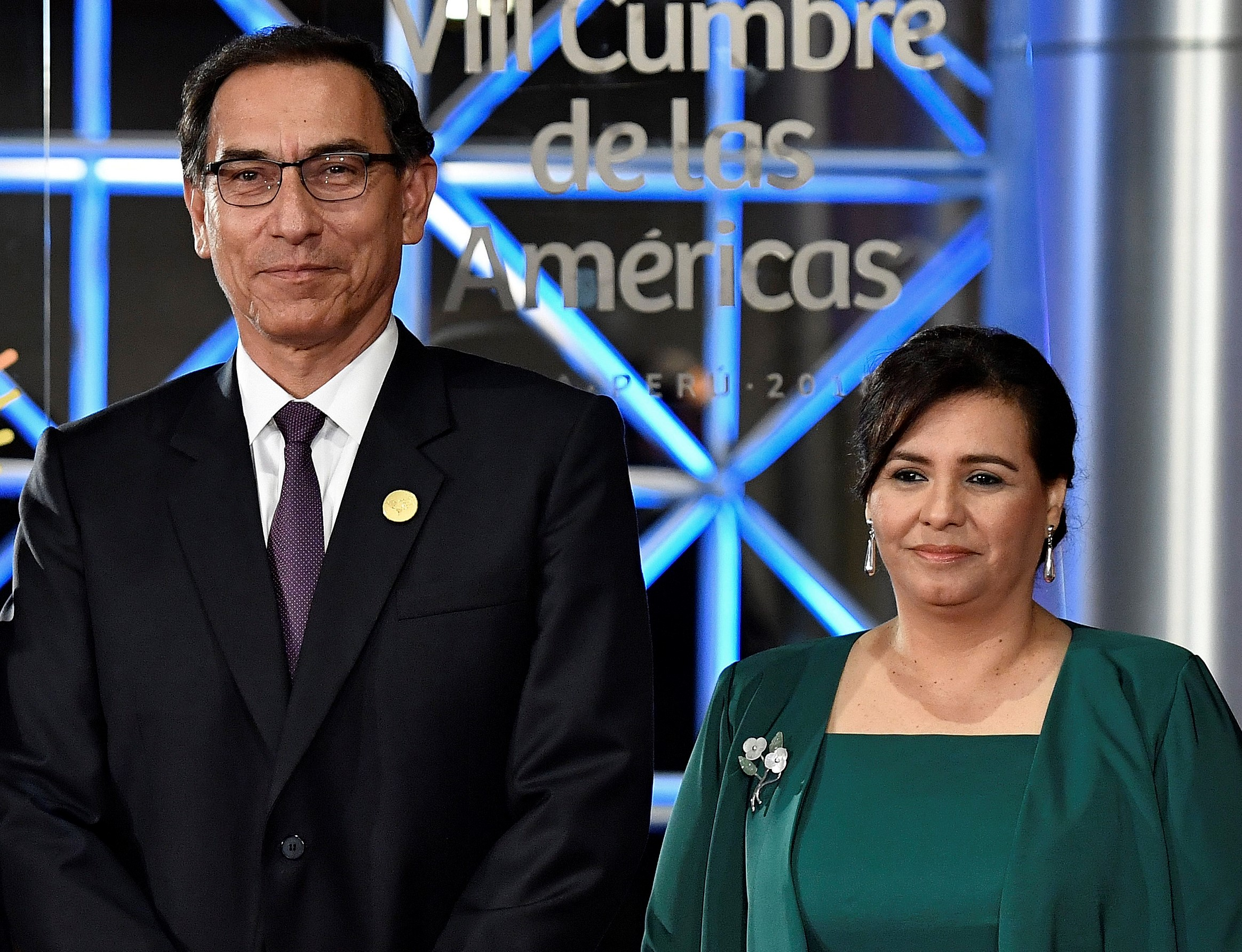
Martín Vizcarra junto a su esposa y ex primera dama Maribel Díaz Cabello.

Luego de su publicación, «Mi bebito fiu fiu» se convirtió rápidamente en el contenido más viral a través de las redes sociales y su popularidad inmediatamente trascendió a la radio y televisión en su país de origen. Pese a tratarse de una parodia musical de coyuntura política, logró que sonara hasta en bares y discotecas peruanas. En su primer mes, el videoclip oficial de la canción llegó a 10 millones de reproducciones en la plataforma YouTube Music. Debido al buen recibimiento del público, en junio de 2022, Tito Silva y Tefi C. interpretaron el tema en el programa Yo soy de Latina, y se presentaron en diversos programas de televisión y radio para brindar entrevistas sobre la canción, entre ellos 24 horas de Panamericana. Además que en septiembre de ese año el productor fue invitado para el aniversario de la Universidad Peruana de Ciencias Aplicadas; mientras que en octubre de ese año fue invitado para la marca Falabella, con el mensaje promocional para conseguir los ingredientes de un pionono.
| «Si uno enmarca el fenómeno ‘Bebito fiu fiu’ en el contexto de la crisis política que nos escalda desde principios de siglo, encontrará válida la analogía del Perú como un individuo desahuciado que, en un acto de hartazgo y demencia, se larga a reír de su desgracia». —Renato Cisneros del diario El Comercio |

La canción originó diversas reacciones de los medios de comunicación, de personalidades del entretenimiento y del ámbito político. Asimismo, se volvió en una frase recurrente de saludo hacia el exmandatario. Recibió elogios de la Tigresa del Oriente, y generó la impresión del excongresista Enrique Fernández Chacón que reconoció haber escuchado la canción cuando fue entrevistado en un reportaje del dominical Punto final. Sin embargo, también recibió críticas negativas de programas como América hoy de América Televisión por «desvirtuar la infidelidad de Vizcarra», y el programa de prensa rosa Magaly TV, la firme de ATV calificó a la creación como una «criollada». Magaly Medina, en su programa, también criticó que Vizcarra haya cosechado renovada popularidad entre los peruanos por una canción sobre su presunta infidelidad, y cuestionó su calidad moral como un posible candidato a un puesto público en las elecciones generales de Perú de 2026: «[...] Nosotros somos los culpables de tener a los gobernantes que tenemos. Por esta simpatía es que los elegimos, porque cantan “bebito fiu fiu”».
Por su parte, Martín Vizcarra felicitó la composición por ser «del agrado de toda la población», y descartó que «algún equipo de marketing vinculado a su agrupación política» haya estado involucrado en el proceso creativo.
Para algunos medios y politólogos, la canción le hizo un «favor político» a Vizcarra, cuyo éxito benefició a su imagen pública y produjo que la población pase «por alto las denuncias de corrupción» en su contra, así como también el caso Vacunagate. En el diario El Comercio, el periodista Renato Cisneros dijo que es una «parodia divertida de la que Vizcarra extrae lógico provecho político»; mientras que el analista político peruano Gonzalo Banda halagó la composición, cuando «sorprende que los humoristas peruanos no aprovechen más este lado tan desangelado de la política peruana», y añadió que «“Mi bebito fiu fiu” trepana todo clivaje político, ideológico y racial. La sórdida historia se convierte en algo más que chacota. Se convierte en cultura popular. [...] Y así sobrevivirá en el alma colectiva». En el diario La República, el antropólogo y escritor de la editorial de la Pontificia Universidad Católica del Perú, Alex Huerta-Mercado, señaló que «la canción es uno de los pocos productos de nuestra cultura popular que nos ha puesto en el mapa mundial».
Posteriormente al éxito de la canción, Pinchi anunció la publicación de su poemario Pionono de vitrina en la Feria Internacional del Libro de Lima (FIL). En diciembre de 2022, Tito Silva fue seleccionado en la lista anual Los 50 más creativos de Perú según la edición local de Forbes.
El impacto cultural de la sátira musical y de las frases que la componen como «mi bebito fiu fiu», «pionono de vitrina» y «caramelo de chocolate», se ha visto reflejado en la generación de una variedad de memes y cuyo contenido se centra en el humor y parodia a elementos comunes en la realidad latinoamericana, tales como política, corrupción, infidelidad y amor. Entre ellos fueron la escenificación de Carlos Álvarez junto a Zully Pinchi a modo de videoclip para el programa La vacuna del humor de Willax Televisión, y el saludo a Noah Schnapp por su club de fans en la Comic Convention de Lima que fue compartido por la propia organización.

### En otros países
El tema se hizo popular inicialmente en la plataforma de TikTok, donde se utilizó 84 000 veces con más de 552 millones de reproducciones para el 7 de julio de 2022, y se viralizó mundialmente luego de que el cantante puertorriqueño Bad Bunny mencionó conocer la canción durante una transmisión en vivo en Instagram. También alcanzó gran repercusión cuando los streamers españoles Ibai Llanos y AuronPlay hicieron lo mismo a través de Twitch.
Llegó a posicionarse en el primer lugar de la lista Los 50 más virales: Global de Spotify a principios de julio del mismo año, superando a temas como «Running Up That Hill» de Kate Bush, canción de la década de 1980 que por aquel entonces se había viralizado luego del estreno del primer volumen de la cuarta temporada de la serie original de Netflix, Stranger Things.
Algunos programas de televisión como Zapeando de la cadena española La Sexta y TAM de la argentina América le dedicaron un bloque para debatir sobre su popularidad y analizar su letra. La frase «mi bebito fiu fiu» se usó en el evento de batalla de gallos Red Bull Batalla en Argentina, y se replicó en campañas publicitarias de Burger King, Marvel, Netflix, HBO Max y Bachoco, entre otros, que usaron parte de su letra para promocionar sus productos en las redes sociales.  El presidente municipal de Puebla en México, Eduardo Rivera Pérez, también la usó como lema para promocionar la ciudad en sus redes sociales, adaptándola como «Mi Pueblita fiu fiu». También en el diario Milenio, el escritor y humorista Jairo Calixto Albarrán la usó a modo de burla hacia el presidente mexicano, Enrique Peña Nieto.
En Italia, la canción fue popularizada por la rapera Madame; mientras que en Argentina lo hizo en parte por Abel Pintos, donde más tarde se comercializaron juguetes de pequeños bebés en pañales presentados en un blíster con el título y la letra de la canción impresa.
La historia sobre la presunta infidelidad de Vizcarra fue también reseñado en diversos medios internacionales como The Washington Post, El País, The Guardian y Clarín después de que la canción y la frase que le da su título se popularizaran principalmente en Hispanoamérica y España, y algunos medios calificaron de «vergonzoso» que los mensajes entre Vizcarra y su amante hayan dado «la vuelta al mundo» como parte de una  «coplilla». El medio de Cataluña, El Nacional la describió como la canción del verano septentrional, aunque también señaló que podría ser el tema del «no verano» para quienes la canción no sea de su agrado; mientras que Vita Dadoo de NPR, también la describió como una «canción pop comercial, destinada a convertirse en un elemento básico del verano».
Para diciembre de 2022 «Mi bebito fiu fiu» fue la octava frase más buscada en Google de México. En marzo de 2023 la canción fue recurrida por la comediante Susi Caramelo para el programa español Tu cara me suena. En julio de ese año, a más de un año de su estreno original, fue reutilizada de forma improvisada por Belén Estévez para El gran chef famosos.

### Versiones
La canción se alimentó de la participación de la comunidad en que se ha traducido en otros idiomas, como el quechua, finés, francés y japonés, que lograron un mayor éxito en otros sectores. Además, se creó un videoclip animado protagonizado por Pinchi y Vizcarra por el ilustrador Jesús Félix «Poloverde». Se crearon también versiones en otros géneros musicales, entre ellas caporal y metal.
En julio de 2022 el programa JB en ATV realizó tres sketches con presentaciones en vivo de varios artistas de diferentes géneros, el primero destaca al reguetón y la opera, el segundo al mariachi y la cumbia local por interpretados Ángelo Fukuy y Ruth Karina, y el tercero a la marinera y la tuna.
También en julio de 2022 se anunció oficialmente su versión de salsa a cargo de la orquesta peruana N'Samble. Por otro lado, en colaboración del cantante peruano Hugo Congas y el productor Renato Figueroa, se lanzó una nueva versión del mismo género con extractos de la interpretación de «Mi bebito fiu fiu». Con el tiempo, Silva compartió otras versiones como una edición de chiptune previo a las celebraciones navideñas. En febrero de 2023 compartió una segunda parte de la canción para el Día de San Valentín, bajo un tono más serio.
En Colombia el humorista Hassam la rebautizó «Mi ñerito fiu fiu» y le cambió la letra para una publicación en sus redes sociales.
En noviembre de 2024, Sebastián Yatra incluyó el estribillo principal de la canción para el videoclip «2 AM», en el que fue interpretado por un grupo de chicas. El expresidente Martín Vizcarra dio el visto bueno al cantante.

## Controversias
El 6 de julio, en el clímax de su popularidad mundial, Tito Silva retiró la canción de su catálogo en Spotify, YouTube y otras plataformas de música. Horas después justificó que su retiro no se debió a una violación a los derechos de autor, ya que la ley nacional permite el uso de terceros con fines paródicos, sino por su fuerte «contexto político» que «puede causar cierta incomodidad» a sus autores originales. A pesar de ello, se subieron copias a la plataforma de forma extraoficial.
Tito Silva aclaró que no existía ninguna demanda por la canción.  Zully Pinchi le reclamó el pago de regalías, que de concretarse destinaría a fines sociales.

## Posicionamiento en listas
| Lista                         | Mejor posición |
| ----------------------------- | -------------- |
| Honduras Pop (Monitor Latino) | 12             |
| Perú Pop (Monitor Latino)     | 8              |